# The Shawn Mendes EP
The Shawn Mendes EP (укр. Міні-альбом Шона Мендеса) — дебютний міні-альбом канадського співака Шона Мендеса, випущений 28 липня 2014 року лейблом Island Records. Він дебютував на 5 сходинці чарту США Billboard 200 з продажем у 48.000 копій за перший тиждень. До міні-альбому увійшов сингл «Life of the Party», який досяг помітного успіху. Міні-альбом був пізніше видалений з iTunes Store, і пісні «Show You», «One of Those Nights» і «The Weight» були видані як окремі промо-сингли. Пісня «The Weight» увійшла в подарункове видання дебютного студійного альбому Мендеса Handwritten. Станом на квітень 2016 року, продажі міні-альбому сягнули 103.000 копій в Сполучених Штатах.

## Трек-лист
| #  | Назва                 | Автор                                    | Тривалість |
| -- | --------------------- | ---------------------------------------- | ---------- |
| 1. | «Life of the Party»   | Ідо Змішлані Скотт Гарріс                | 3:34       |
| 2. | «Show You»            | Гарріс Шон Мендес Martin Terefe Змішлані | 3:00       |
| 3. | «One of Those Nights» | Гарріс Мендес Змішлані                   | 3:30       |
| 4. | «The Weight»          | Джошуа Грант Гарріс Мендес               | 3:03       |

## Чарти
| Чарт (2014)                                          | Найвища позиція |
| ---------------------------------------------------- | --------------- |
| Канада Canadian Albums (Billboard)                   | 5               |
| Нова Зеландія New Zealand Albums (Recorded Music NZ) | 36              |
| США Billboard 200                                    | 5               |
| США Top Tastemaker Albums (Billboard)                | 9               |